# Greneville-en-Beauce
Greneville-en-Beauce é uma comuna francesa na região administrativa do Centro, no departamento Loiret. Estende-se por uma área de 22,35 km². Em 2010 a comuna tinha 711 habitantes (densidade: 31,8 hab./km²).